# Vusumuzi Francis Mazibuko
Vusumuzi Francis Mazibuko OMI (ur. 17 maja 1965 w Leskop) – południowoafrykański duchowny rzymskokatolicki, wikariusz apostolski Ingwavumy od 2023.

## Życiorys
Święcenia prezbiteratu otrzymał 27 kwietnia 1996 w zgromadzeniu Misjonarzy Oblatów. Pracował głównie w Instytucie Teologicznym św. Józefa w Cedara, a w latach 2005–2011 był jego przełożonym. W 2011 został wybrany prowincjałem, a od 2018 kierował parafią w Pietermaritzburgu.
20 marca 2023 otrzymał nominację na wikariusza apostolskiego Ingwavumy. 3 czerwca 2023 otrzymał święcenia biskupie z rąk ks. abpa Siegfrieda Mandli Jwary, poprzednika na urzędzie wikariusza apostolskiego Ingwavumy, w 2021 mianowanego arcybiskupem Durbanu.  